# Romer Wilson
Florence Roma Muir O’Brien „Romer“ Wilson (* 26. Dezember 1891 in Sheffield; † 11. Januar 1930 in Lausanne) war eine britische Schriftstellerin, die 1921 mit dem Hawthornden-Preis ausgezeichnet wurde.

## Leben
Florence Wilson, Tochter eines Solicitor, besuchte von 1906 bis 1910 die West Heath School und begann anschließend ein Studium der Rechtswissenschaften am Girton College, dem ersten Frauencollege Großbritanniens. 1914 schloss sie ihr Studium mit mittelmäßigem Erfolg ab, verkaufte aber während des Ersten Weltkrieges Kartoffeln für die Landwirtschafts- und Fischereibehörde (Board of Agriculture and Fisheries).
Als Schriftstellerin nahm sie das Pseudonym Romer Wilson an und begann bereits während des Krieges mit dem Verfassen ihres ersten Romans Martin Schüler, der 1919 veröffentlicht wurde. 1921 erhielt sie für ihren Roman The Death of Society: Conte de Fée Premier den Hawthornden-Preis.
Daneben verfasste sie mit Green Magic (1928), The Hill of Cloves (1929) und Red Magic (1930) Sammlungen von Märchen aus aller Welt und eine Biografie über Emily Brontë mit dem Titel The Life And Private History Of Emily Jane Bronte (1928).
Ihre Romane, die eine ausgeprägte philosophische Tendenz besitzen, sprachen einige der wichtigsten Anliegen ihrer Zeit, aber auch zukünftiger Generationen an. Zu den in ihren Büchern behandelten Themen gehören der Erste Weltkrieg und dessen verheerende Auswirkungen auf die Zivilisation und die persönlichen Beziehungen, den Untergang einer überwiegend ländlichen Welt, die schädlichen Folgen für die Landschaft und das menschliche Leben durch die Einführung von Maschinen und die Ersetzung der manuellen Arbeit durch Automatisierung. Daneben befasste sie sich aber auch mit der Rolle des Künstlers und die Schwierigkeiten innerhalb romantischer Beziehungen, die durch den Krieg oder auch gesellschaftliche Konventionen vereitelt werden.
Romer Wilson starb an den Folgen einer Tuberkulose während eines Aufenthalts in der Schweiz.

## Weitere Veröffentlichungen
Zu ihren weiteren Veröffentlichungen gehören:
- If all these young men, 1919
- The grand tour of Alphonse Marichaud, 1923
- Latterday symphony, 1927
- Greenlow, 1927
- The social climbers, 1927
- All alone, 1928
- Dragon’s Blood